# Élections territoriales de 2012 à Wallis-et-Futuna
Des élections territoriales ont lieu le 25 mars 2012 à Wallis et Futuna, collectivité d'outre-mer de la République française.

## Présentation
Il s'agit de renouveler les vingt membres de l'Assemblée territoriale, élus au suffrage universel direct par les citoyens du territoire. Wallis élit treize représentants, et Futuna, sept. L'Assemblée « délibère sur les affaires de l'archipel et vote le budget ».
La précédente élection, en 2007, avait conféré douze sièges à une majorité de coalition composée de la droite (notamment de l'UMP) et du centre. La vie politique de la collectivité se distingue de celle de la France métropolitaine ; si certains partis de métropole (tels l'UMP ou le parti socialiste) y sont bien présents, « le choix des électeurs répond surtout à des liens familiaux et coutumiers ». Selon la chaîne Wallis et Futuna 1re, « [l]es étiquettes politiques métropolitaines [y] ont peu de sens [...]. Ici, pas de tracts ou de slogans idéologiques. La campagne s’organise essentiellement avec des réunions le soir dans les villages, autour d’un kava ».
Les principales préoccupations exprimées par les électeurs pendant la campagne comprennent « la vie chère, l'économie qui ne décolle pas et l'exode massif des forces vives vers la Nouvelle-Calédonie et la Métropole ». Le taux de participation atteint 85,95 %, soit près de 7 650 des 8 897 inscrits. À l'annonce des résultats, « compte tenu de la diversité des listes, il était prématuré de dire quelle sera[it] la prochaine majorité ».
C'est finalement une majorité favorable à la gauche qui se dessine dans la nouvelle assemblée ; début avril, celle-ci élit Vetelino Nau à sa présidence. Il est le premier socialiste à occuper ce poste.

## Élus
Île de Wallis (13 conseillers territoriaux) :
- Circonscription électorale de Mua (6 conseillers territoriaux) :
  - Mireille Laufilitoga (liste Vaka Fo'ou ou « Nouvelle pirogue »)
  - Mme Yannick Feleu (liste Faka'amu tu'u ma'u kite lelei o Uvea mo Futuna)
  - Munipoese Muliakaaka (liste Fakatahi La kae tou Ma'uli ou « Union pour la vie »)
  - Bernard Taufana (liste Pe'e ke manatu'i au afea ta ma'uli vaevae la)
  - Émile Selui (liste Vaka Fo'ou ou « Nouvelle pirogue »)
  - Eselone Ikai (liste Laga Fenua ou « Construire le pays »)
- Circonscription électorale de Hahake (4 conseillers territoriaux) :
  - David Vergé (liste Gaue fakatahi kihe apogipogi lelei ou « Travailler ensemble à un bon avenir »)
  - Mikaele Kulimoetoke (liste Ta'ofi ki'Uvea ou « Retenir à Wallis »)
  - Patalione Kanimoa (liste UMP - Taofi ke mau pea sio mamao)
  - Petelo Hanisi (liste Haofaki tou Fenua ou « Bataille pour sauver le pays »)
- Circonscription électorale de Hihifo (3 conseillers territoriaux) :
  - Sosefo Suve (liste Tau mau lelei ou « Bonne bataille intelligente »)
  - Nivaleta Iloai (dissidente de l'USPWF, liste Fakatahiaga O Hihifo ou « Union pour Hihifo »)
  - Atoloto Kolokilagi (liste Vaka Afea - UMP, ou « Ancienne pirogue - UMP)

Île de Futuna (7 conseillers territoriaux) :
- Circonscription électorale de Sigave (3 conseillers territoriaux) :
  - Petelo Falelavaki (dissident de l'USPWF, liste Moko moko alo tagata taukele ou « Bataille d'une homme frais d'Alo »)
  - Savelina Vea (liste Alofa maoki ki lou Fenua ou « Aimer la vérité dans le pays »)
  - Pasikale Niutoua « Moetoto » (liste Fetokoi'aki ou « S'entraider »)
- Circonscription électorale de Alo (4 conseillers territoriaux) :
  - Vetelino Nau (liste UPWF)
  - Sosefo Motuku (liste Lou Fenua ou « Ton pays »)
  - Toma Akino Savea (liste Fakatasi kile laga olo tatou Fenua ou « Ensemble pour la construction du pays »)
  - Frédéric Baudry (liste « Travail et partage »)